# Acordulecera calceolata
Acordulecera calceolata – gatunek błonkówki z rodziny Pergidae.

## Taksonomia
Gatunek ten został opisany w 1906 roku przez Friedricha Konowa. Jako miejsce typowe podano Oyapock w brazyliskim stanie Amapá. 

## Zasięg występowania
Ameryka Południowa, notowany w stanach Amapá i Pará w płn. Brazylii.